# Wyoming Wildcatters
I Wyoming Wildcatters sono stati una società di pallacanestro nordamericana, che ha militato nella CBA dal 1982 al 1988.
Si formarono nel 1982 a Casper. Terminarono la prima stagione con un record di 22-22, perdendo la finale della Western Division con i Montana Golden Nuggets per 3-1.
L'anno successivo,con un record di 23-21, vinsero la semifinale di division con i Detroit Spirits per 3-1, la finale di division con i Wisconsin Flyers (3-1), perdendo la finale CBA con gli Albany Patroons (3-2).
Raggiunsero la finale anche nel 1987-88, perdendola di nuovo con gli Albany Patroons per 4-3. Fallirono al termine della stagione.

## Stagioni
| Stagione | Lega | Denominazione       | V  | P  | %    | Piazzamento | Play-off               |
| -------- | ---- | ------------------- | -- | -- | ---- | ----------- | ---------------------- |
| 1982-83  | CBA  | Wyoming Wildcatters | 22 | 22 | 50,0 | 2º          | Finale di division     |
| 1983-84  | CBA  | Wyoming Wildcatters | 23 | 21 | 52,3 | 3º          | Finale CBA             |
| 1984-85  | CBA  | Wyoming Wildcatters | 24 | 24 | 50,0 | 1º          | Semifinale di division |
| 1985-86  | CBA  | Wyoming Wildcatters | 21 | 27 | 43,8 | 6º          | -                      |
| 1986-87  | CBA  | Wyoming Wildcatters | 21 | 27 | 43,8 | 5º          | -                      |
| 1987-88  | CBA  | Wyoming Wildcatters | 23 | 31 | 42,6 | 4º          | Finale CBA             |